# Слайд Гемптон
Слайд Ге́мптон (англ. Slide Hampton), справжнє ім'я Ло́кслі Ве́ллінгтон Ге́мптон (англ. Locksley Wellington Hampton; 21 квітня 1932, Жаннетт, Пенсільванія — 18 листопада 2021) — американський джазовий тромбоніст, композитор і аранжувальник.

## Біографія
Народився 21 квітня 1932 року в Жаннетт (штат Пенсільванія). Походив з музичної родини: його матір, батько, чотири брати і чотири сестри — усі були музикантами. Виріс в Індіанаполісі. Починав грати на трубі, потім через рік переключився на тромбон. Самоук, грав лівою рукою. 
Грав у сімейному гурті (1945—52), у блюз-бенді Бадді Джонсона (1953—54), з Лайонелом Гемптоном (1955—57). Грав і аранжував у біг-бенді Мейнарда Фергюсона (1958—59). В 1959 році створив власний октет, до якого увійшли Фредді Габбард, Джуліан Прістер, Джордж Коулмен. Грав деякий час з біг-бендом Діззі Гіллеспі (1960). 
На початку 1960-х років працював музичним керівником у Ллойда Прайса, потім грав з Артом Блейкі, оркестром Теда Джонса-Мела Льюїса. Гастролював по Європі з оркестром Вуді Германа (1968). Оселився у Берліні. Працював аранжувальником в європейських радіо-оркестрах, очолював власні гурти. У 1977 році повернувся до США, де очолив World of Trombones (що складався з 9 тромбонів), грав у квінтеті під назвою Continuum, а також брав участь в декількох проектах, присвячених Діззі Гіллеспі (у 1990-х записувся на лейблі Telarc).
У 1998 році як аранжувальник отримав премію «Греммі» в категорії «Найкраще інструментальне аранжування акомпанемент вокалісту» за композицію «Cotton Tail» у виконанні Ді Ді Бриджвотер.

## Дискографія
- Sister Salvation (Atlantic, 1960)
- Somethin' Sanctified (Atlantic, 1960)
- Jazz with a Twist (Atlantic, 1962)
- Explosion! The Sound of Slide Hampton (Atlantic, 1962)
- Exodus (Philips, 1962)
- A Day in Copenhagen (MPS, 1969); з Декстером Гордоном